# Université de technologie et management
 (juin 2013).
Si vous disposez d'ouvrages ou d'articles de référence ou si vous connaissez des sites web de qualité traitant du thème abordé ici, merci de compléter l'article en donnant les références utiles à sa vérifiabilité et en les liant à la section « Notes et références ».
L'université de technologie et management (en anglais : University of Technology and Management) est une université réputée et la première université du mode de vie de l'Inde[réf. nécessaire] établie en 2010 par la Loi UGC de 2010, conformément à l'article 2 (f) de la Loi de 1956 UGC. L'université est située à Shillong, la capitale de l'État de Meghalaya, dans l'union de l'Inde . C'est la première université indienne qui a introduit le cloud computing comme domaine d'étude, en collaboration avec IBM et l'Université du Pétrole et Energy Studies.

## Cours proposés
Les cours universitaires à l'université de technologie et management comprennent :

### École de technologie
- B. Tech (Informatique avec spécialisation en Cloud Computing & Virtualization Technology)
- B. Tech (Electrical & Communication Engineering)
- B. Tech (Petroleum Engineering)
- B. Tech (génie civil)

### École de management
- BBA (Hospitality, Travel & Tourism)
- MBA (Gestion de style de vie avec spécialisation en gestion d'événements, gestion de la mode, Sports Management ou Gestion des médias)

### École de média et communication
- BJMC (journalisme et communication de masse)